# Pinka (wieś)
Pinka – wieś w Polsce położona w województwie wielkopolskim, w powiecie śremskim, w gminie Dolsk. W latach 1975–1998 miejscowość administracyjnie należała do województwa poznańskiego.
Wieś położona 2,8 km na północ do Dolska przy drodze powiatowej nr 4070 z Kadzewa do Konarskie przez Drzonek i Wieszczyczyn. Wieś została założona w 1829 roku przez Ignacego Sczanieckiego. Po dawnym folwarku pozostał dwór z 1927, fragment parku oraz część zabudowań folwarcznych.